# Peak Hill, New South Wales
Peak Hill är en ort i Australien. Den ligger i kommunen Parkes och delstaten New South Wales, i den sydöstra delen av landet, omkring 310 kilometer nordväst om delstatshuvudstaden Sydney.
Runt Peak Hill är det mycket glesbefolkat, med 2 invånare per kvadratkilometer.. Det finns inga andra samhällen i närheten.
Trakten runt Peak Hill består till största delen av jordbruksmark. Genomsnittlig årsnederbörd är 675 millimeter. Den regnigaste månaden är februari, med i genomsnitt 113 mm nederbörd, och den torraste är oktober, med 14 mm nederbörd.